# Dolomia

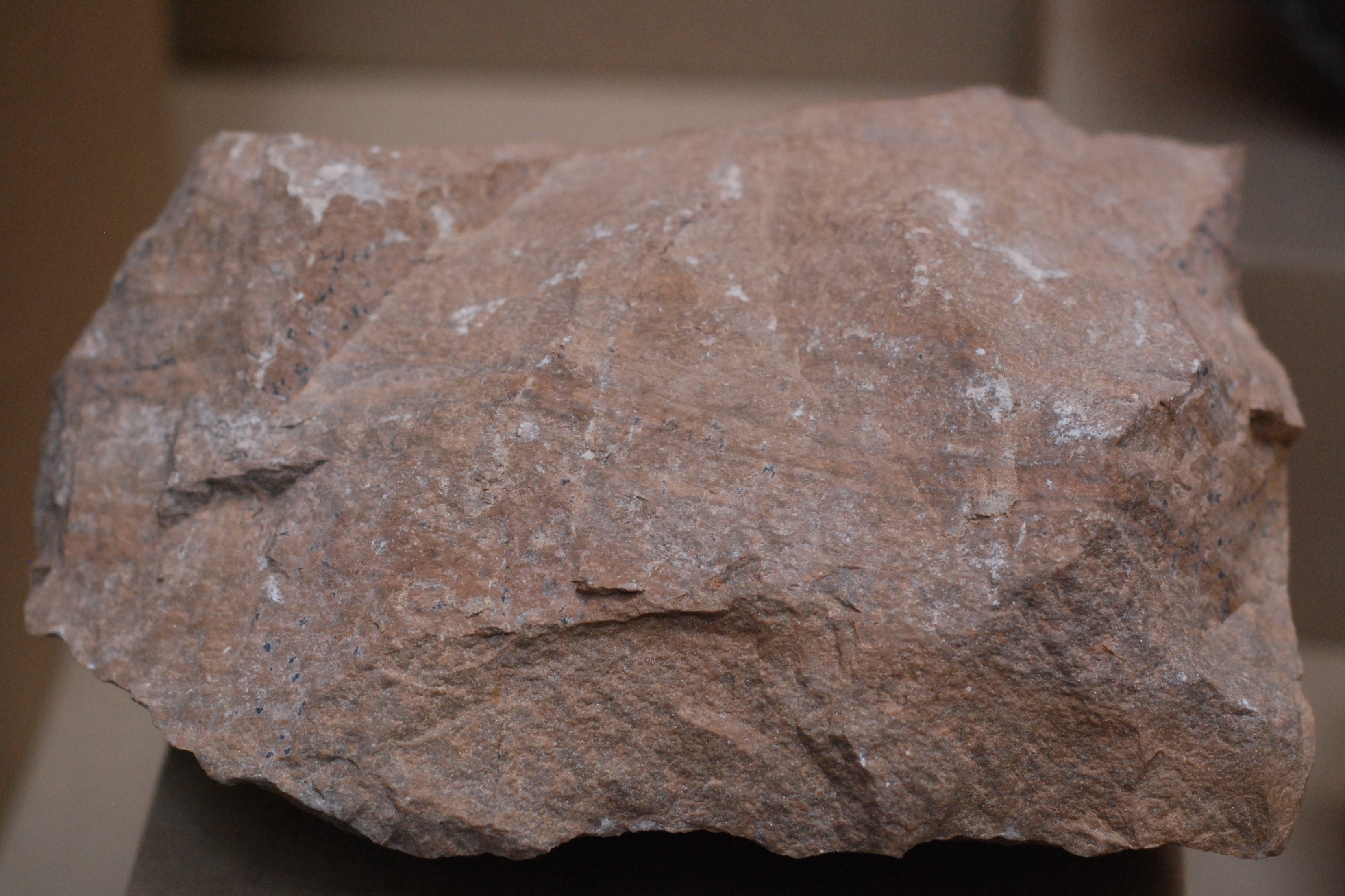
Dolomia.

La dolomia és una roca carbonàtica (roca sedimentària d'origen químic). En el seu pes, té una proporció de més d’un 50% de dolomita (Ca, Mg) (CO3)2 en la seva composició. Amb tot, entre calcària i dolomia hi ha les transicions: dolomia calcària (50-90%); calcària dolomítica (10-50%) i calcària <10% de dolomita.

### Tipus
Existeixen les dolomies primàries, producte d'una sedimentació directa, i les dolomies secundàries diagenètiques, que han sofert un procés de dolomitització, que són les més observables i freqüents.

### Afloraments
Les dolomies s'observen, en masses i bancs conformant àrees extenses d’aspecte ruïniforme. Apareixen associades amb les calcàries, argiles i evaporites (carnioles). Si contenen fissures i/o grans porus, solen ser bons magatzems contenidors d’hidrocarburs i d'aqüífers. És una roca molt comuna. Conforma capes extenses i espesses, amb gruixos i potències de centenars de metres. Pot formar serralades senceres, com els Alps Dolomítics (Tirol). El color pot variar. Molt rarament és del tot blanca i sovint presenta coloracions que van des de l'ivori, el gris clar, i el groc grisenc fins al gris verdós.

### Distinció
Les dolomies no produeixen efervescència reaccionant amb l'àcid clorhídric (HCl) diluït al 10 %.

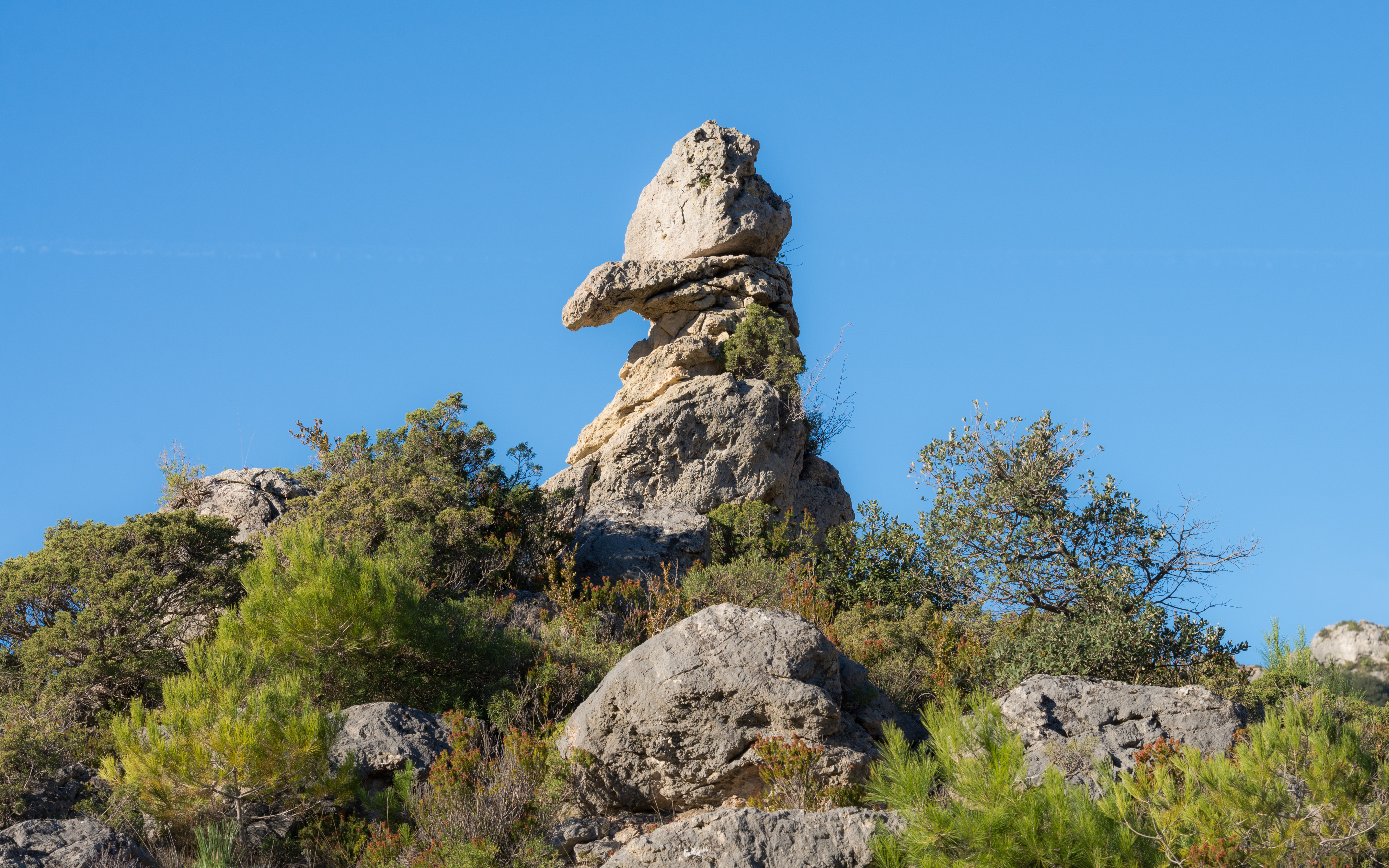
Erosió de roques dolomítiques a Mourèze, França

Observades en la seva estructura laminar, es distingeixen les dolomies microcristal·lines (o dolomicrites), d’origen primari, de les dolomies macrocristal·lines (de cristalls més grans), d’origen secundari o de substitució, anomenades també dolomies cristal·lines. També s'hi observen reemplaçaments de calcita. En superfícies polides, la dolomia es pot distingir de la calcita mitjançant tincions de contrast específiques.

## Composició
La dolomia està composta majoritàriament per dolomita, és a dir, per un doble carbonat de Ca i Mg. Les dolomies rarament són pures, ja que existeix una transició contínua amb les calcites, de manera que és possible trobar moltes i diferents relacions percentuals Ca/Mg entre els termes purs de la calcita CaCO3 i la dolomita CaMg(CO3)2.
La composició química teòrica de la dolomita pura és, tenint en compte el seu pes: 30,4% de CaO, 21,9% de MgO i la resta CO2. La dolomita, conté almenys el 90 per cent de la dolomita mineral (fórmula química CaMg(CO3)2 o, més rarament, CaCO3 MgCO3). Si el contingut de dolomita és en menor percentatge, és una roca calcària dolomítica.

## Formació
Sol ser el resultat del reemplaçament meta-somàtic de calcites no cimentades en aigües poc profundes. No obstant això, l'anomenada dolomia primària s'ha format per precipitació la directa de la dolomita. També es formen per la sedimentació de closques d'organismes del plàncton marí en els oceans. La dolomia també apareix en vetes minerals hidrotermals.
Algunes roques calcàries pateixen una transformació total o parcial en dolomies quan són afectades per salmorres calentes, aigües molt salines riques en cations i metalls. El procés de dolomitització de la roca calcària pot retornar la porositat a la roca que s'havia compactat i que després del procés es torna molt apta per acollir aigua, mineralitzacions o hidrocarburs en contacte.
Les formacions dolomítiques s'han generat per la precipitació directa de dolomita en les conques marines o lacustres amb existència d'un alt contingut en magnesi (dolomies primàries), o bé per processos diagenètics o meta-somàtics sobre roques calcàries que s'inicien després de la sedimentació, on hi ha la substitució de part del calci de la xarxa cristal·lina de la calcita pel magnesi (dolomies secundàries). En aquest darrer cas, el canvi de mineral -de la calcita a la dolomita- implica una disminució del volum de la roca per causa del radi iònic del Mg2+ diferent del del Ca2+. Aquesta diferència sovint repercuteix en la formació de fractures generalitzades en les masses rocoses.

## Utilitat
Les dolomies s'utilitzen com a primera matèria en diverses indústries, principalment com a alternativa a la magnesita en la metal·lúrgia i en la producció de morters i ciments especials.
- àrids i graves per a la construcció; roca ornamental i decorativa (marbres dolomítics); per a la correcció de l'acidesa dels sòls agrícoles.
- industria química bàsica; fabricació de ceràmica, vidre i pintures i materials refractaris, fundent per a la siderúrgia. En la indústria del vidre actua com a estabilitzant per a incrementar la vitrificació i és un dels components principals en la fabricació. En la indústria ceràmica, també actua com a fundent i per a la fabricació d'esmalts.
- com a abrasiu per al poliment de metalls.[6]

### Productes
- La dolomia crua (molta) en pólvores o micronitzada, s'usa en la industria química per a la fabricació de cromats i per al refinament del sucre.
- La dolomia calcinada (calç dolomítica, light calcined dolomite o dolomitic lime) es produeix en forns a temperatures entre 600°C i 900°C. La mateixa pèrdua per calcinació, produeix un material molt reactiu usat en la siderúrgia per fluïdificar i acabar de fondre les escòries dels forns refractaris.
- La dolomia altament calcinada o sinteritzada (dead-burned dolomite o sinter dolomite) s'obté a temperatures de 1 500°C a 1 700°C i durant el temps adient per a la formació de cristalls de mida gran d'òxid de magnesi i d'òxid de calci.
- La dolomia aglomerada o pel·letitzada s'obté amb una doble calcinació a baixa temperatura i després d'una molta i pel·letització es torna a calcinar a alta temperatura i s'arriba a un producte de gran puresa (menys de 1%).[6]